# Isaac Parrish

Isaac Parrish (marzo de 1804 – 9 de agosto de 1860) fue un Representante estadounidense por Ohio.
Nacido cerca de St. Clairsville, Condado de Belmont, en marzo de 1804, Parrish residió en Cambridge, en el Condado de Guernsey Ohio. Estudió Derecho. Fue admitido al Colegio de Abogados y ejerció como fiscal del Condado de Guernsey en 1833. Sirvió como miembro de la Cámara de Representantes en 1837.
Parrish fue elegido como Demócrata por el 26.º congreso (4 de marzo de 1839 – 3 de marzo de 1841).  No fue reelegido en la siguiente candidatura en 1840 para el 27.º congreso.  Fue elegiodo en el 29.º (4 de marzo de 1845 – 3 de marzo de 1847). No se presentó a la siguiente candidatura en 1846.
Retomó la práctica de la abogacía y sus actividades empresariales en Sharon. También se interesó por el negocio inmobiliario y participó en el flete del barco de vapor en el Río Misisipi. Estableció la Bandera del condado de Harrison, notificada en Calhoun, Iowa. Murió en la ciudad de Parrish, Iowa, el 9 de agosto de 1860. Fue enterrado en el cementerio de Calhoun, Iowa.